# Tabuaeran
Tabuaeran ou ilha Fanning é um atol no oceano Pacífico, parte da República de Kiribati e do arquipélago das Espórades Equatoriais. Tinha 2315 habitantes em 2015.
Foi descoberto pelo americano Edmund Fanning em 1798, enquanto navegava entre o território espanhol da Capitania-Geral do Chile e a China. O nome, que provém do Tapuaerangi polinésio, recorda a sua forma de pegada. Também é conhecida como "Ilha American".
Há algumas ruínas que indicam que tinha sido habitado por polinésios de Tonga no século XV. Hoje tem uma população de 2300 habitantes e a atividade económica é sobretudo decicada à produção de copra. Os frutos também são cultivados com terra importada do Havai.
Em 1902, o mais longo trecho de cabo subaquático da época, o Cabo do Pacífico que uniu a Grã-Bretanha com a Austrália via Canadá, da All Red Line, foi instalado lá. O navio CS Cologne foi construído especificamente para o trecho de Bamfield, Vancouver, Canadá, para a Ilha Fanning, 3459 milhas náuticas (6400 km) sem interrupção.
Tabuaeran surge no conto de John Updike "O Homem Abençoado de Boston, O Thimble da Minha Avó e Ilha Fanning."
Um aeródromo foi construído no ilhéu de Napari (Napali) quando a Universidade do Havai operou uma estação de monitorização da maré no atol. A estação fechou em 1981 e o aeródromo deixou de ser utilizado até à reabertura em 2016, com voos domésticos regulares para Kiritimati.